# La Chevallerais
La Chevallerais est une commune de l'Ouest de la France, située dans le département de la Loire-Atlantique, en région Pays de la Loire.

## Géographie

Situation de la commune de La Chevallerais dans le département de la Loire-Atlantique.

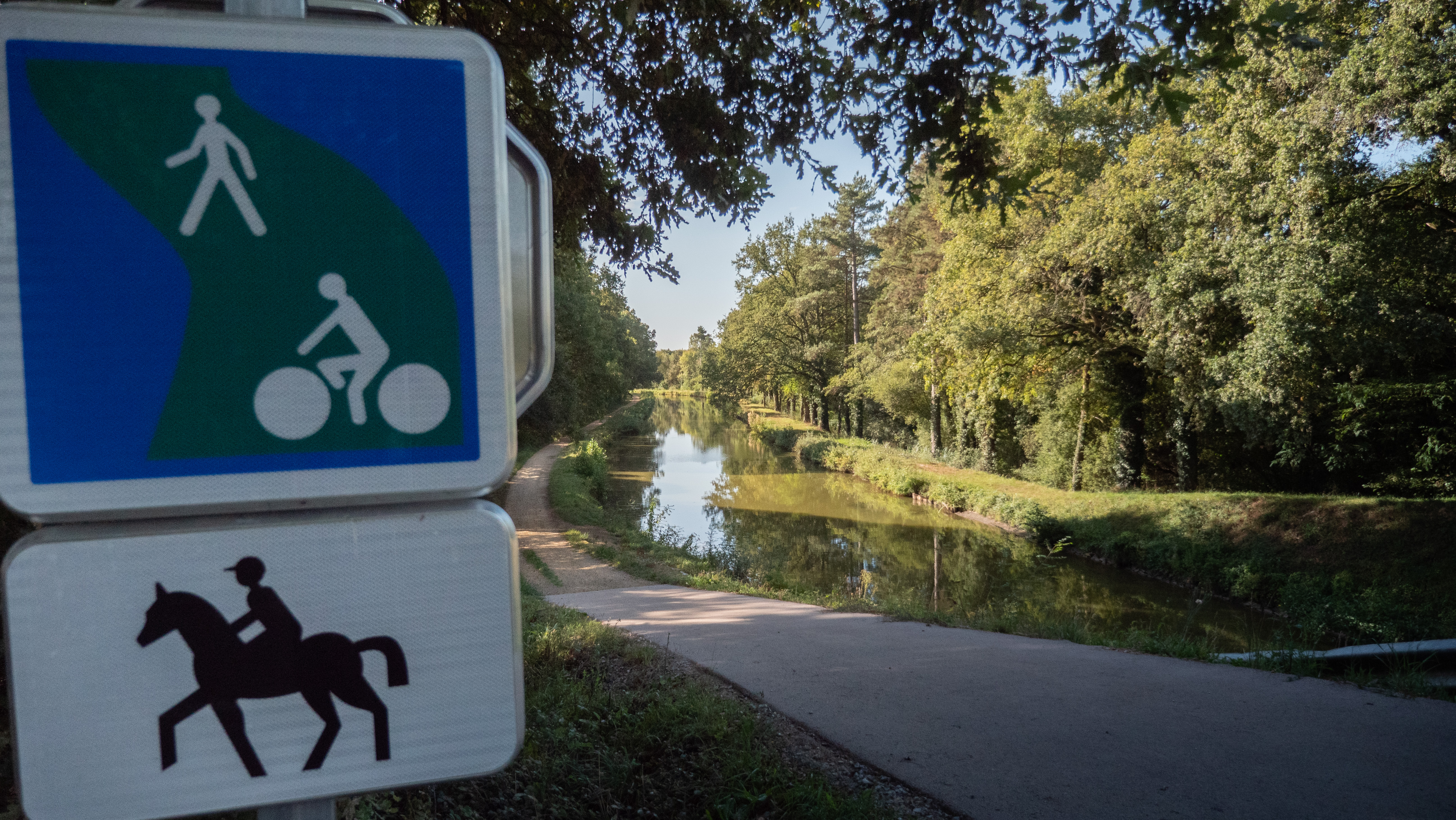
La Chevallerais est bordée par le Canal de Nantes à Brest

La Chevallerais est située à 30 km au nord de Nantes, 40 km au sud de Châteaubriant, à 5 km à l'est de Blain et à 55 minutes des plages les plus proches (Saint-Brévin-les-Pins et Pornichet)
Selon le classement établi par l'Insee en 2010, La Chevallerais est une commune rurale monopolarisée qui fait partie de l'aire urbaine de Nantes et de l'espace urbain de Nantes-Saint-Nazaire (cf. Liste des communes de la Loire-Atlantique).
| La Grigonnais |                 | Puceul |
| Blain         | La Chevallerais | Saffré |
|               | Héric           |        |

### Climat
Pour des articles plus généraux, voir Climat des Pays de la Loire et Climat de la Loire-Atlantique.
En 2010, le climat de la commune est de type climat océanique franc, selon une étude du CNRS s'appuyant sur une série de données couvrant la période 1971-2000. En 2020, Météo-France publie une typologie des climats de la France métropolitaine dans laquelle la commune est exposée à un climat océanique et est dans la région climatique  Bretagne orientale et méridionale, Pays nantais, Vendée, caractérisée par une faible pluviométrie en été et une bonne insolation. 
Pour la période 1971-2000, la température annuelle moyenne est de 12 °C, avec une amplitude thermique annuelle de 13,3 °C. Le cumul annuel moyen de précipitations est de 747 mm, avec 12,6 jours de précipitations en janvier et 6 jours en juillet. Pour la période 1991-2020, la température moyenne annuelle observée sur la station météorologique de Météo-France la plus proche, sur la commune de Blain à 7 km à vol d'oiseau, est de 12,1 °C et le cumul annuel moyen de précipitations est de 837,6 mm,. Pour l'avenir, les paramètres climatiques de la commune estimés pour 2050 selon différents scénarios d'émission de gaz à effet de serre sont consultables sur un site dédié publié par Météo-France en novembre 2022.

## Urbanisme

### Typologie
Au 1er janvier 2024, La Chevallerais est catégorisée bourg rural, selon la nouvelle grille communale de densité à sept niveaux définie par l'Insee en 2022.
Elle est située hors unité urbaine. Par ailleurs la commune fait partie de l'aire d'attraction de Nantes, dont elle est une commune de la couronne,. Cette aire, qui regroupe 116 communes, est catégorisée dans les aires de 700 000 habitants ou plus (hors Paris),.

### Occupation des sols
L'occupation des sols de la commune, telle qu'elle ressort de la base de données européenne d’occupation biophysique des sols Corine Land Cover (CLC), est marquée par l'importance des territoires agricoles (92,1 % en 2018), en diminution par rapport à 1990 (94,1 %). La répartition détaillée en 2018 est la suivante : 
terres arables (73,3 %), zones agricoles hétérogènes (11,2 %), zones urbanisées (7,9 %), prairies (7,6 %). L'évolution de l’occupation des sols de la commune et de ses infrastructures peut être observée sur les différentes représentations cartographiques du territoire : la carte de Cassini (XVIIIe siècle), la carte d'état-major (1820-1866) et les cartes ou photos aériennes de l'IGN pour la période actuelle (1950 à aujourd'hui).

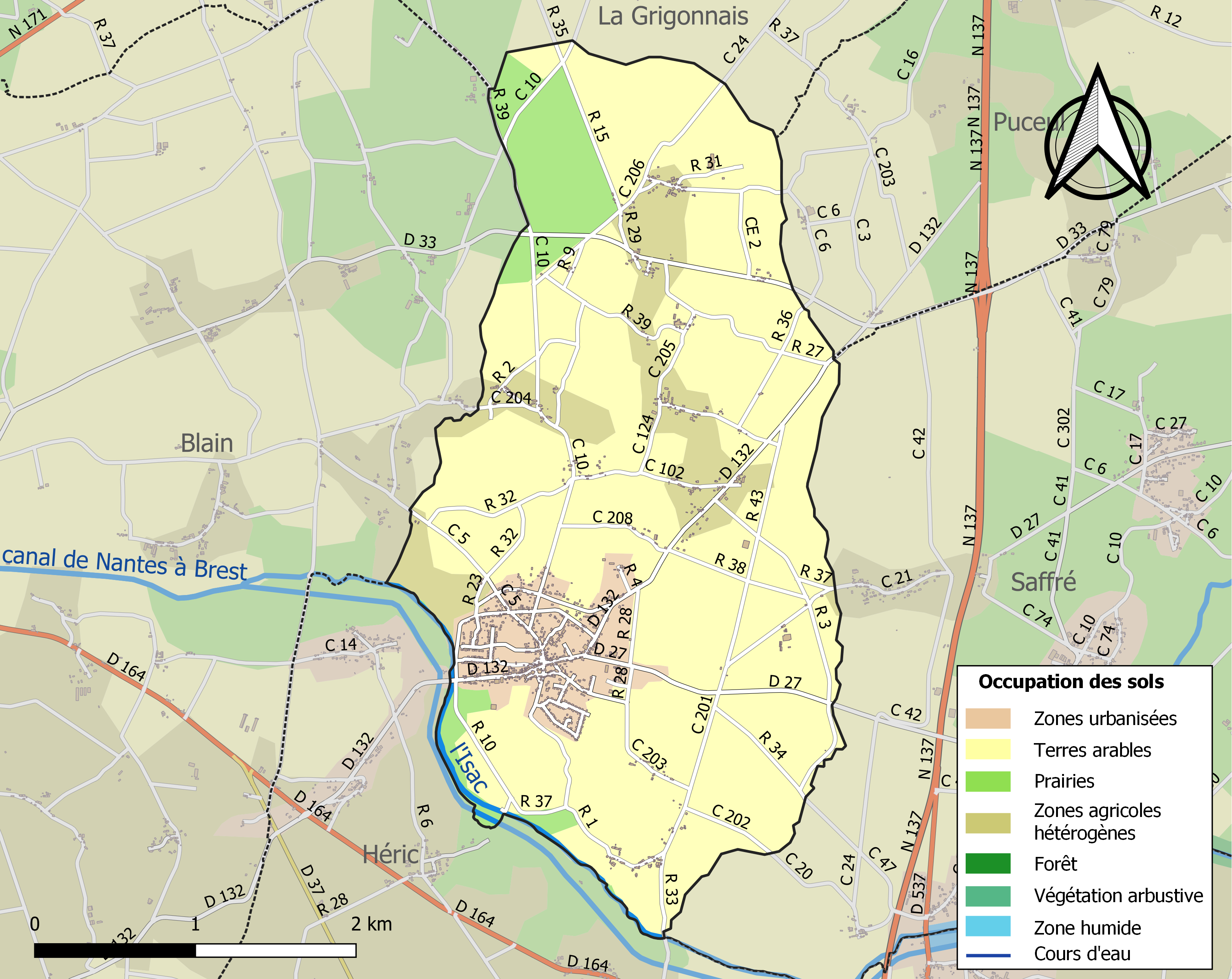
Carte des infrastructures et de l'occupation des sols de la commune en 2018 (CLC).

## Toponymie
Le nom de la localité est attesté sous la forme La Chevalleraie au XVIIIe siècle.
Le nom de Chevallerais remonterait au Moyen Âge et fait référence au patronyme Chevalier dont elle est la propriété (le terminal « -ais » signifie « propriété de »). Ce patronyme renvoie à un ancien noble déchu ou montant à cheval.
Selon le site de mairie, le nom de la commune viendrait du fait qu'elle était un lieu de leurs rendez-vous des chasseurs qui venait traquer le gibier dans la forêt environnante. Ces derniers, appartenant à la noblesse, se considéraient comme des chevaliers.
La Chevallerais possède un nom en gallo, la langue d'oïl locale, écrit La Chevalerae selon l'écriture ABCD, ou La Choualrâ selon l'écriture MOGA. Plusieurs prononciations ont été relevées localement : [laʃfalʁɑ] ou [laʃwalʁɑ], plus rarement [laʃʁɑ].
Le nom breton de la commune est Kergaval mais le breton n'est plus parlé à La Chevallerais depuis le IXe siècle.

## Histoire
Autrefois, le territoire était une forêt qui rejoignait celles de la Groulaie et de Saffré.
La construction d'une chapelle, dite « chapelle du Vœu », premier élément figurant dans les archives de Saffré, daterait de 1620. Elle aurait été consécutive à un accident de chasse dont l'auteur involontaire aurait promis cette construction dédiée à Notre-Dame-de-Bonnes-Nouvelles, si sa victime guérissait de ses blessures. La chapelle fut incendiée en 1794 par les patriotes du district de Blain. La statuette de Notre-Dame-de-Bonnes-Nouvelles fut miraculeusement sauvée par une fillette à qui un des soudards la confia. Cette statuette polychrome fait toujours partie du patrimoine paroissial.
La Chevallerais obtint le statut de paroisse en 1842, mais faisant partie de la commune de Puceul depuis la Révolution.
La Chevallerais est érigée en commune le 27 novembre 1949.

## Politique et administration
| Période      | Période   | Identité                  | Étiquette | Qualité                                                                                   |
| ------------ | --------- | ------------------------- | --------- | ----------------------------------------------------------------------------------------- |
| janvier 1950 | mars 1975 | Julien Lodé               |           | Retraité Décédé en fonction                                                               |
| mai 1975     | mars 1983 | André Lebeau (1902-1984)  |           | Retraité agricole, maire honoraire Ancien conseiller municipal de Puceul (1935 → 1950)    |
| mars 1983    | mars 1989 | Jean Lemaître (1925-2022) |           | Agriculteur, adjoint au maire (1977 → 1983 et 1989 → 2001)                                |
| mars 1989    | mars 2008 | Daniel Boistuaud          | DVG       | Retraité SNCF Président de la CC de la Région de Blain (2001 → 2003)                      |
| mars 2008    | mai 2020  | Élisabeth Cruaud          | DVG       | Comptable, première adjointe (2001 → 2008) Vice-présidente de la CC de la Région de Blain |
| mai 2020     | En cours  | Tiphaine Arbrun           | DVG       | Artiste                                                                                   |

## Population et société

### Démographie

#### Évolution démographique
La commune est créée en 1949 par démembrement partiel de Puceul. Le recensement de 1946 tient compte de ce découpage.
L'évolution du nombre d'habitants est connue à travers les recensements de la population effectués dans la commune depuis 1946. Pour les communes de moins de 10 000 habitants, une enquête de recensement portant sur toute la population est réalisée tous les cinq ans, les populations de référence des années intermédiaires étant quant à elles estimées par interpolation ou extrapolation. Pour la commune, le premier recensement exhaustif entrant dans le cadre du nouveau dispositif a été réalisé en 2008.

En 2022, la commune comptait 1 559 habitants, en évolution de +0,19 % par rapport à 2016 (Loire-Atlantique : +6,68 %, France hors Mayotte : +2,11 %).
| 1946 | 1954 | 1962 | 1968 | 1975 | 1982 | 1990 | 1999 | 2006  |
| ---- | ---- | ---- | ---- | ---- | ---- | ---- | ---- | ----- |
| 607  | 541  | 512  | 499  | 495  | 546  | 652  | 652  | 1 149 |

| 2008  | 2013  | 2018  | 2022  | - | - | - | - | - |
| ----- | ----- | ----- | ----- | - | - | - | - | - |
| 1 291 | 1 508 | 1 541 | 1 559 | - | - | - | - | - |

#### Pyramide des âges
La population de la commune est relativement jeune.
En 2018, le taux de personnes d'un âge inférieur à 30 ans s'élève à 42,9 %, soit au-dessus de la moyenne départementale (37,3 %). À l'inverse, le taux de personnes d'âge supérieur à 60 ans est de 11,4 % la même année, alors qu'il est de 23,8 % au niveau départemental.
En 2018, la commune comptait 796 hommes pour 745 femmes, soit un taux de 51,65 % d'hommes, largement supérieur au taux départemental (48,58 %).
Les pyramides des âges de la commune et du département s'établissent comme suit.
| Hommes | Classe d’âge | Femmes |
| ------ | ------------ | ------ |
| 0,3    | 90 ou +      | 0,5    |
| 2,0    | 75-89 ans    | 3,2    |
| 7,5    | 60-74 ans    | 9,3    |
| 20,1   | 45-59 ans    | 16,6   |
| 26,4   | 30-44 ans    | 28,3   |
| 13,2   | 15-29 ans    | 12,8   |
| 30,5   | 0-14 ans     | 29,3   |

| Hommes | Classe d’âge | Femmes |
| ------ | ------------ | ------ |
| 0,6    | 90 ou +      | 1,8    |
| 6      | 75-89 ans    | 8,6    |
| 15,1   | 60-74 ans    | 16,4   |
| 19,4   | 45-59 ans    | 18,8   |
| 20,1   | 30-44 ans    | 19,3   |
| 19,2   | 15-29 ans    | 17,4   |
| 19,5   | 0-14 ans     | 17,6   |

### Enseignement
Sur le territoire de la commune se situent deux écoles scolaires, l'école publique « L'Écol'Eau » et l'école privée Saint-Aubin.

### Manifestations et festivités

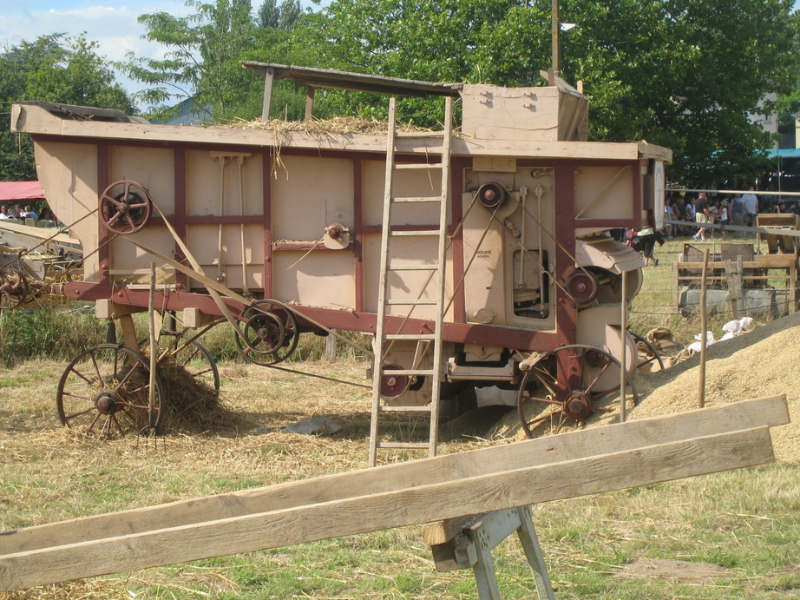
Ancienne batteuse présentée lors de la fête des Battages.

- La « Fête des Battages et des métiers anciens » se tient le dernier dimanche de juillet. Le dimanche 31 juillet 2022, le comité des fêtes fête le 50ème anniversaire de la Fête des Battages[27].

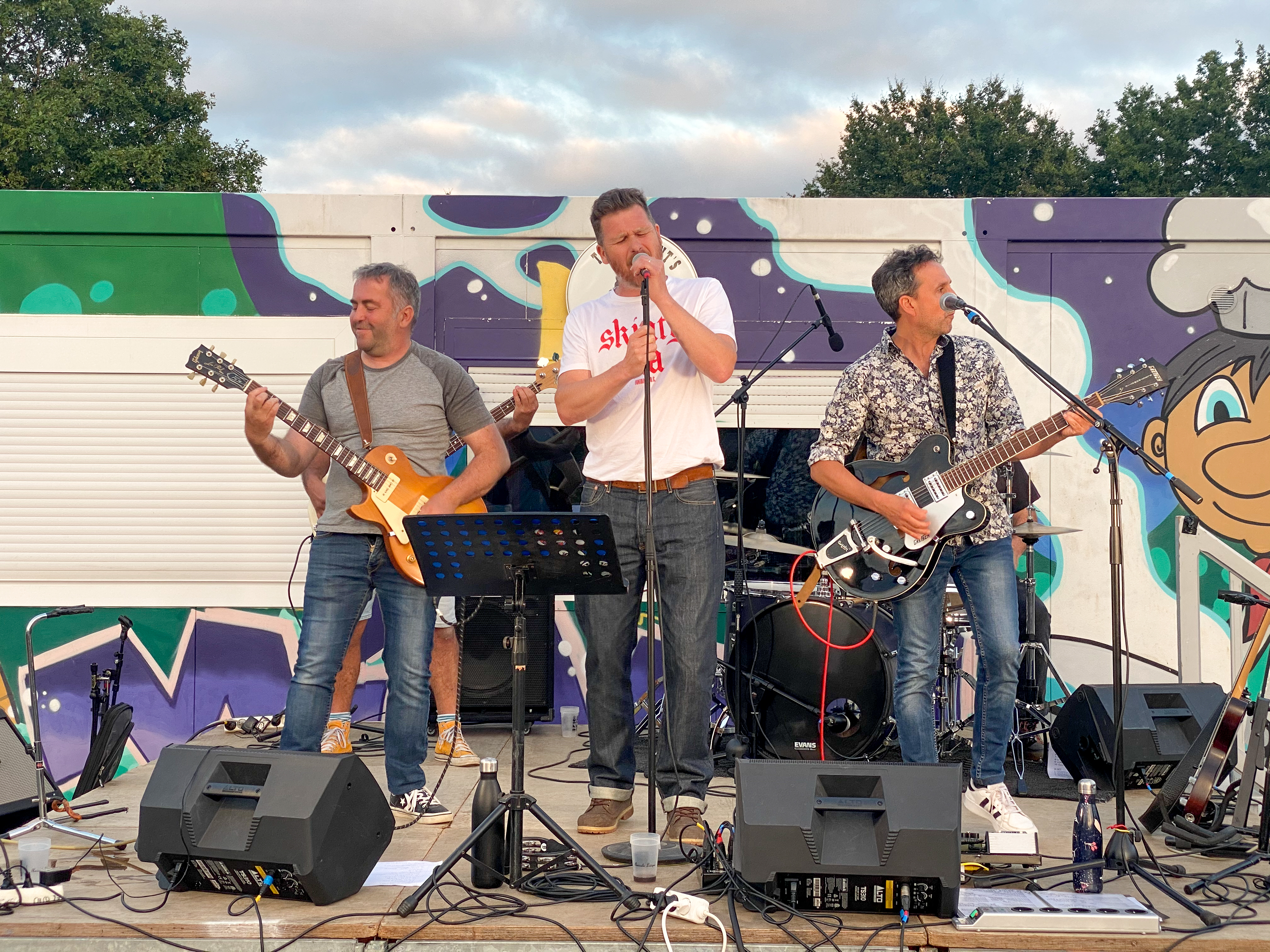
Concert du groupe The Agaçants lors de la fête des assos 2022

- Concert du groupe The Agaçants lors de la fête des assos 2022Une fête des assos a été mise en place en juin 2022. Elle a rassemblé plus de 500 personnes dans la soirée.
- L'association théâtrale ATC programme chaque année en février et mars une dizaine de représentations d'un vaudeville à la salle du théâtre, complet pour l'occasion.
- L'association de pétanque organise deux grands tournois, en juin et septembre, qui réunissent plusieurs centaines de pratiquants.

## Culture locale et patrimoine

### Lieux et monuments

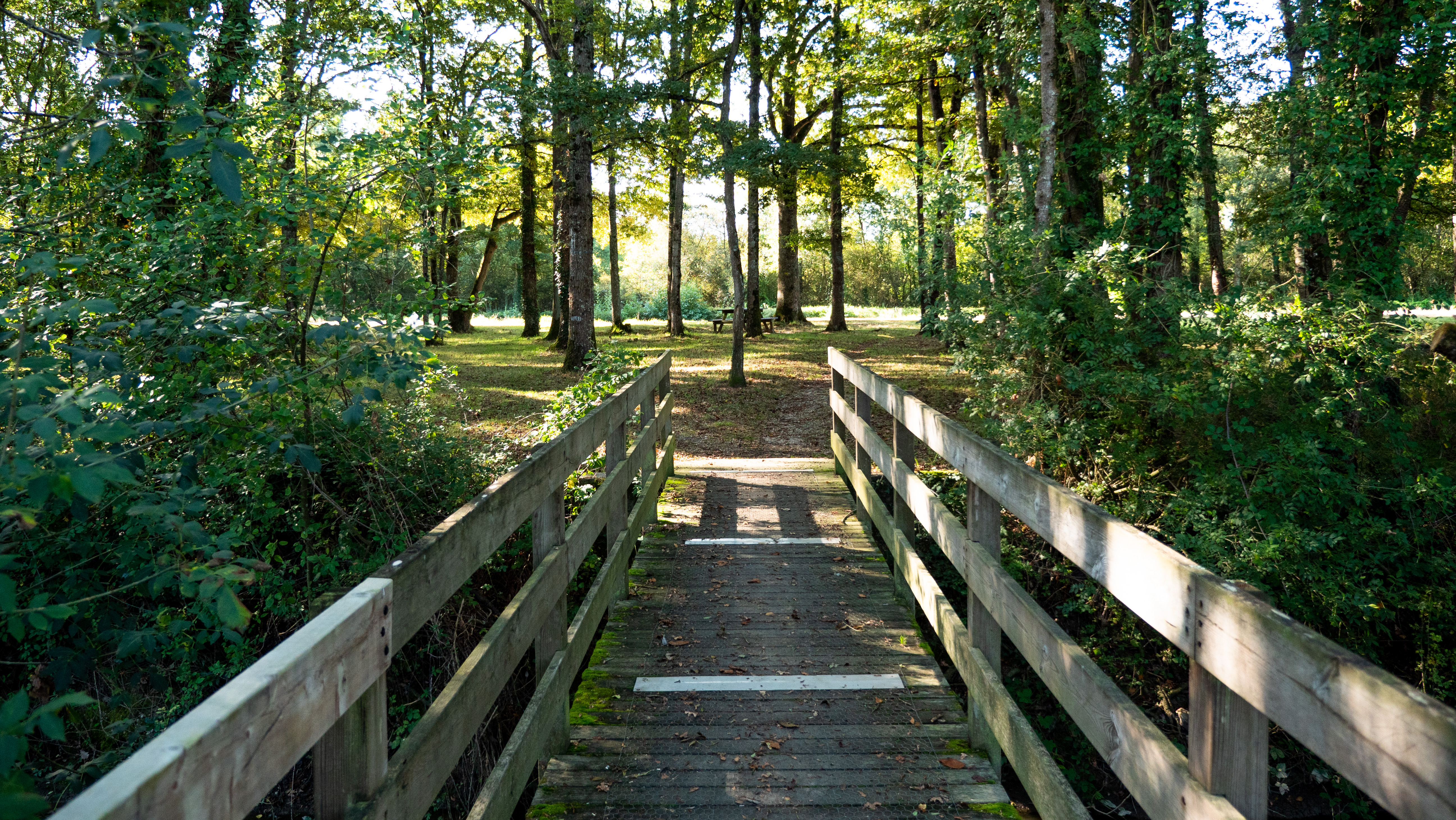
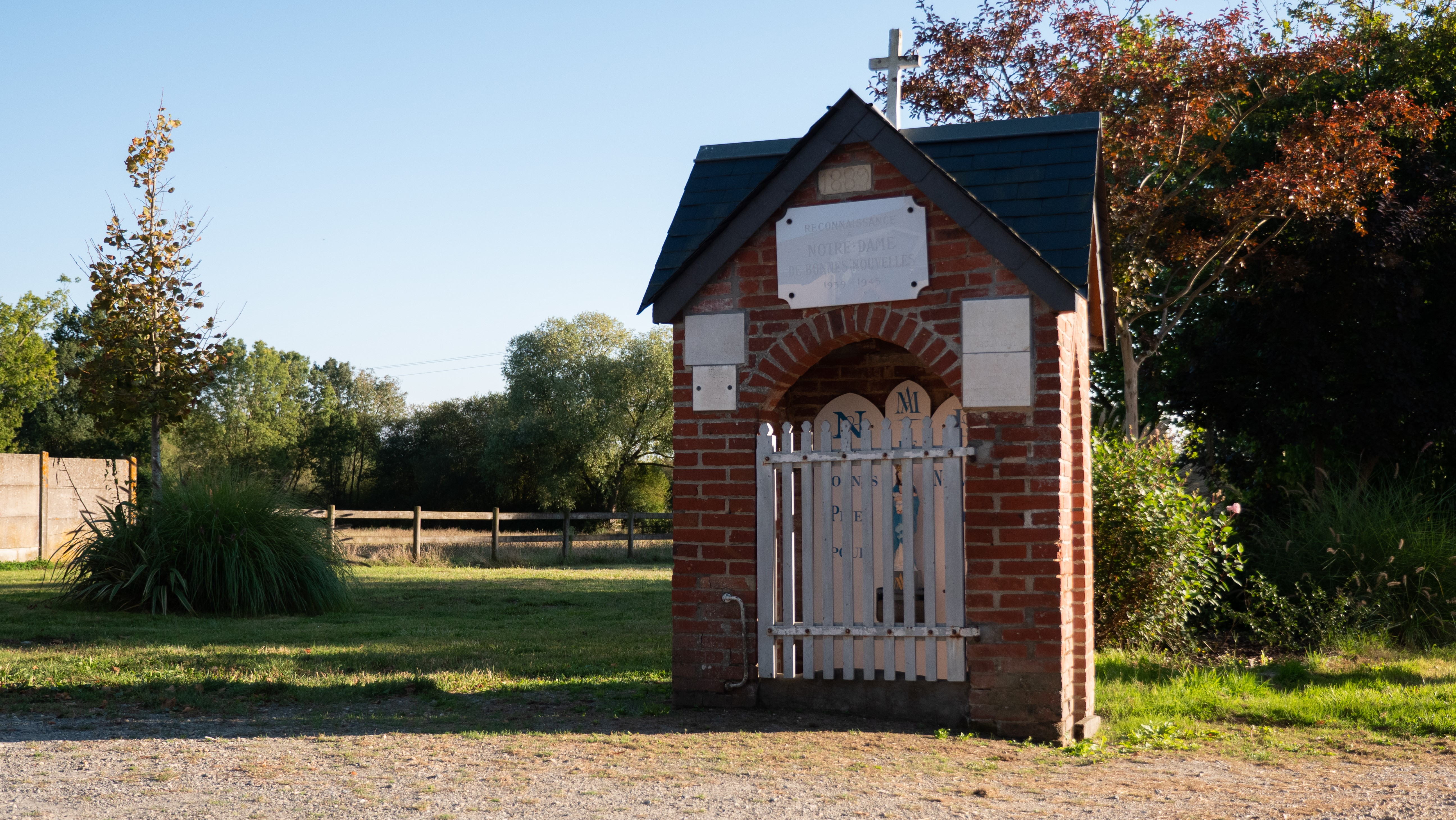
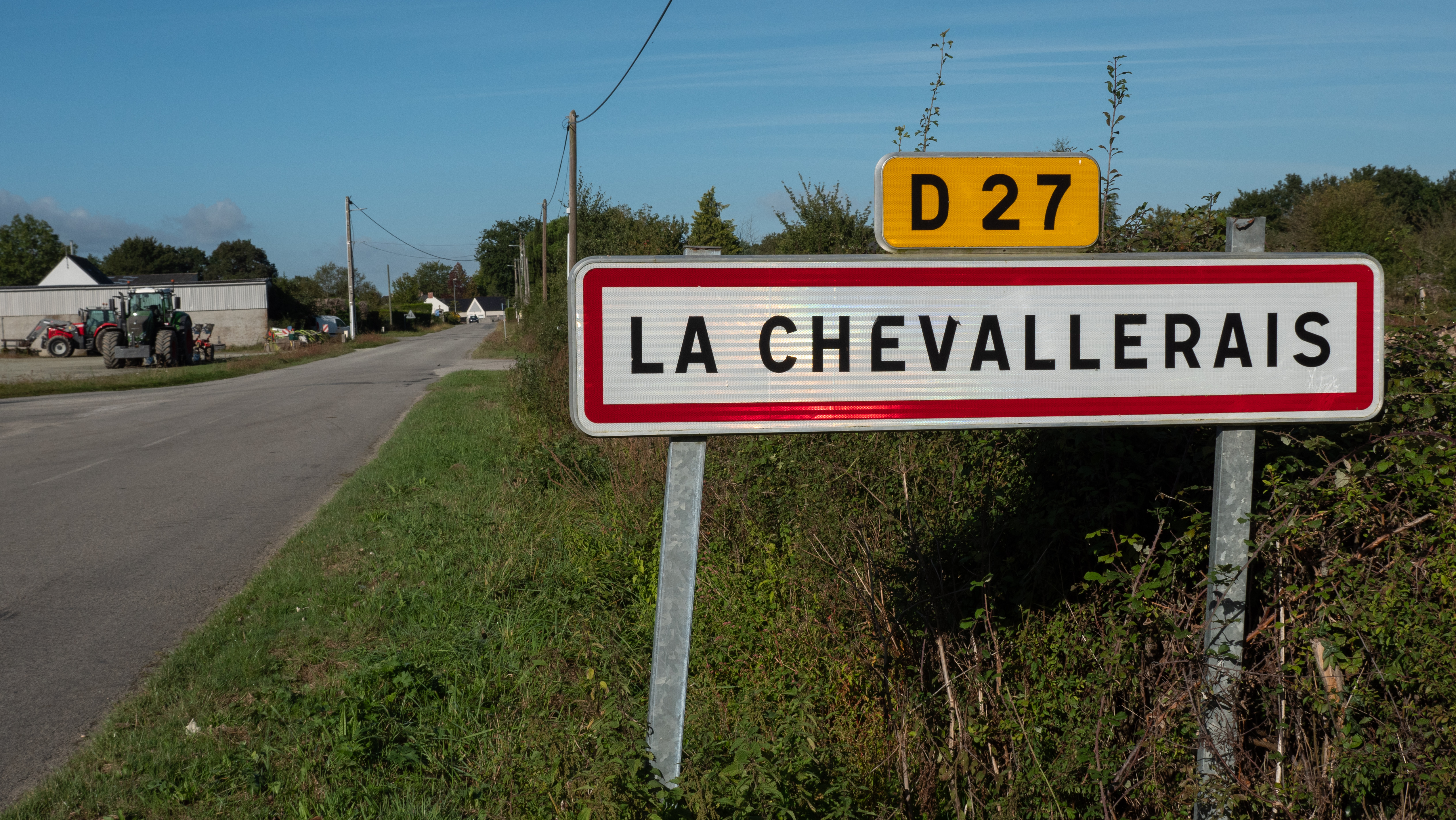
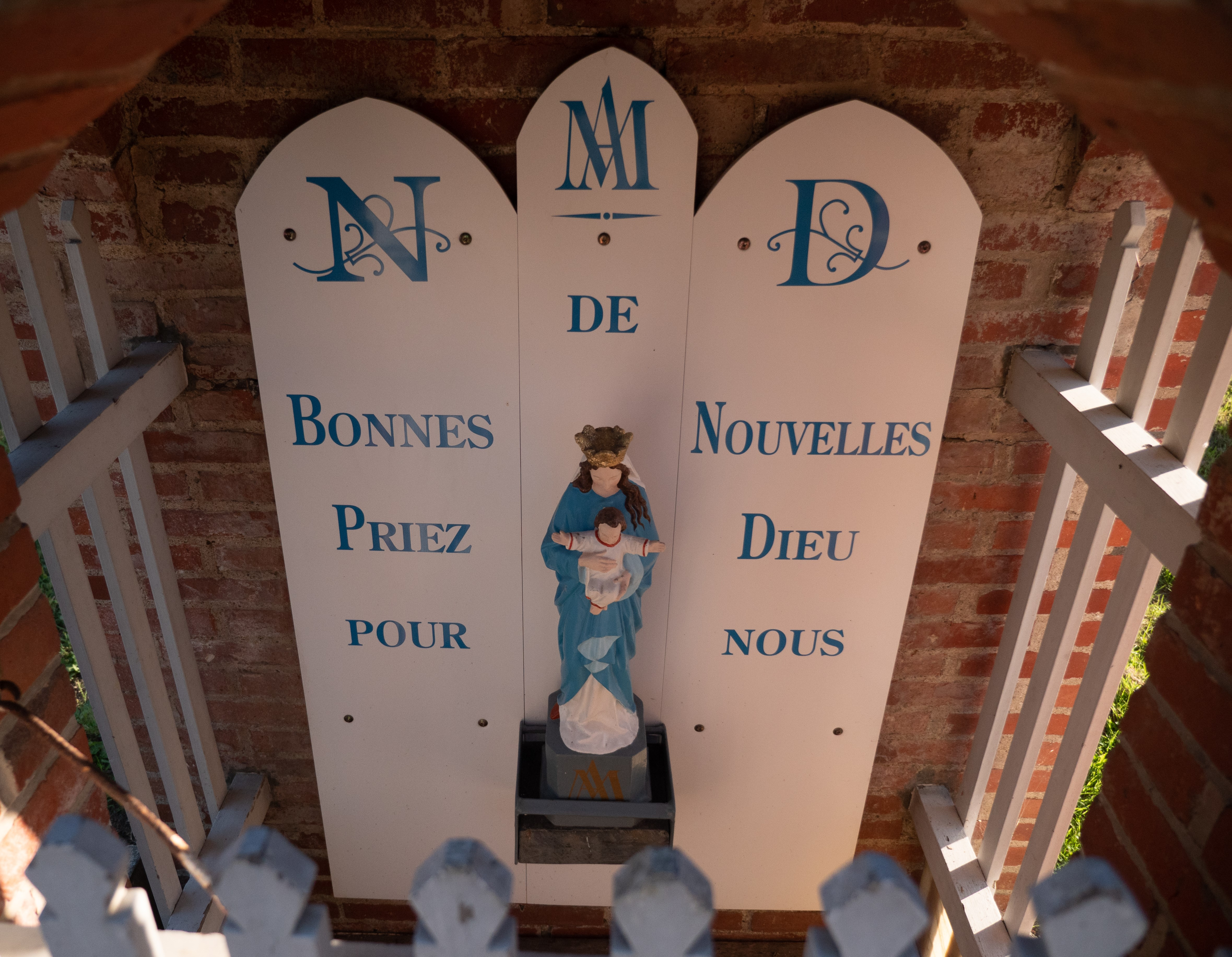
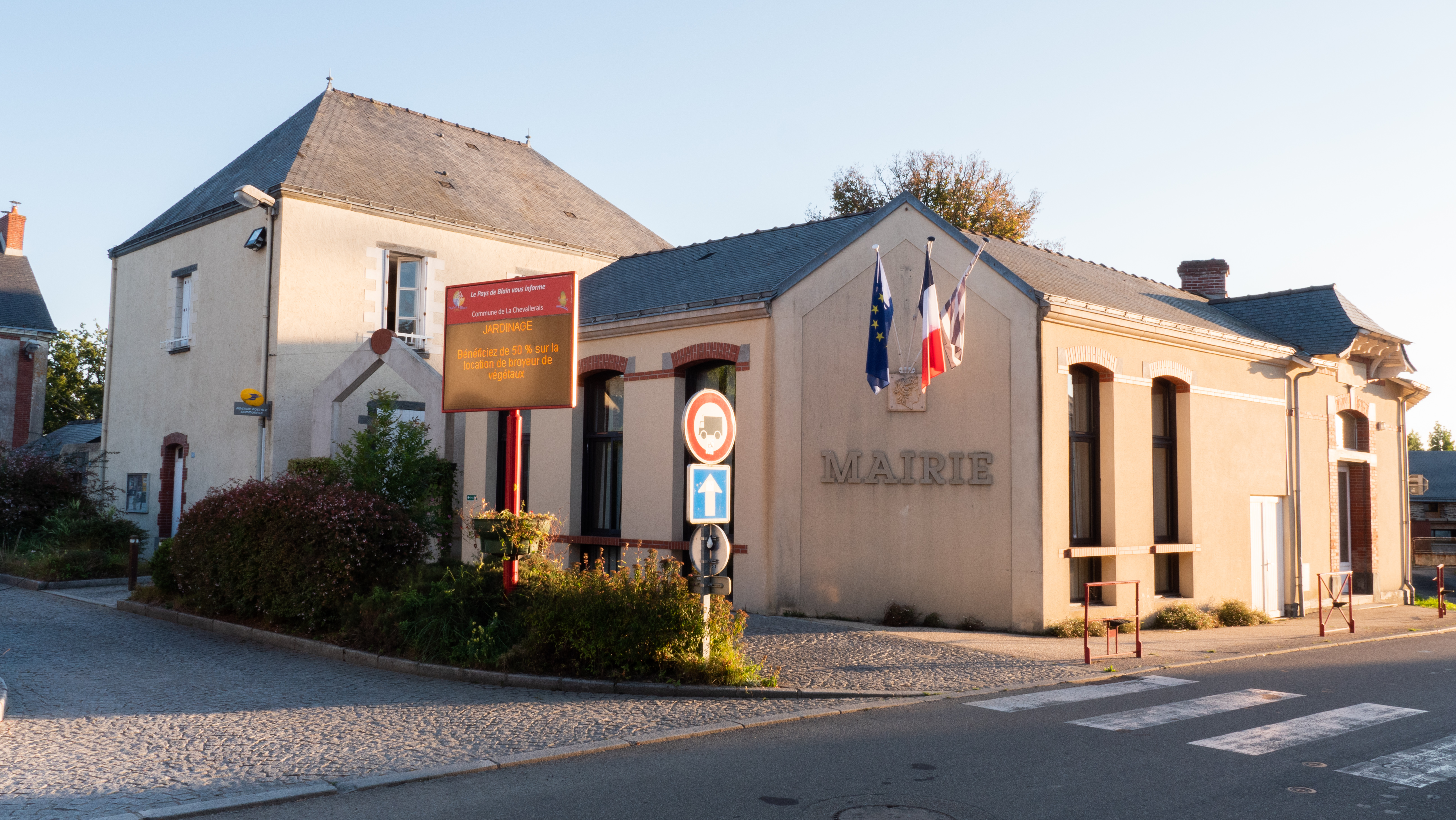
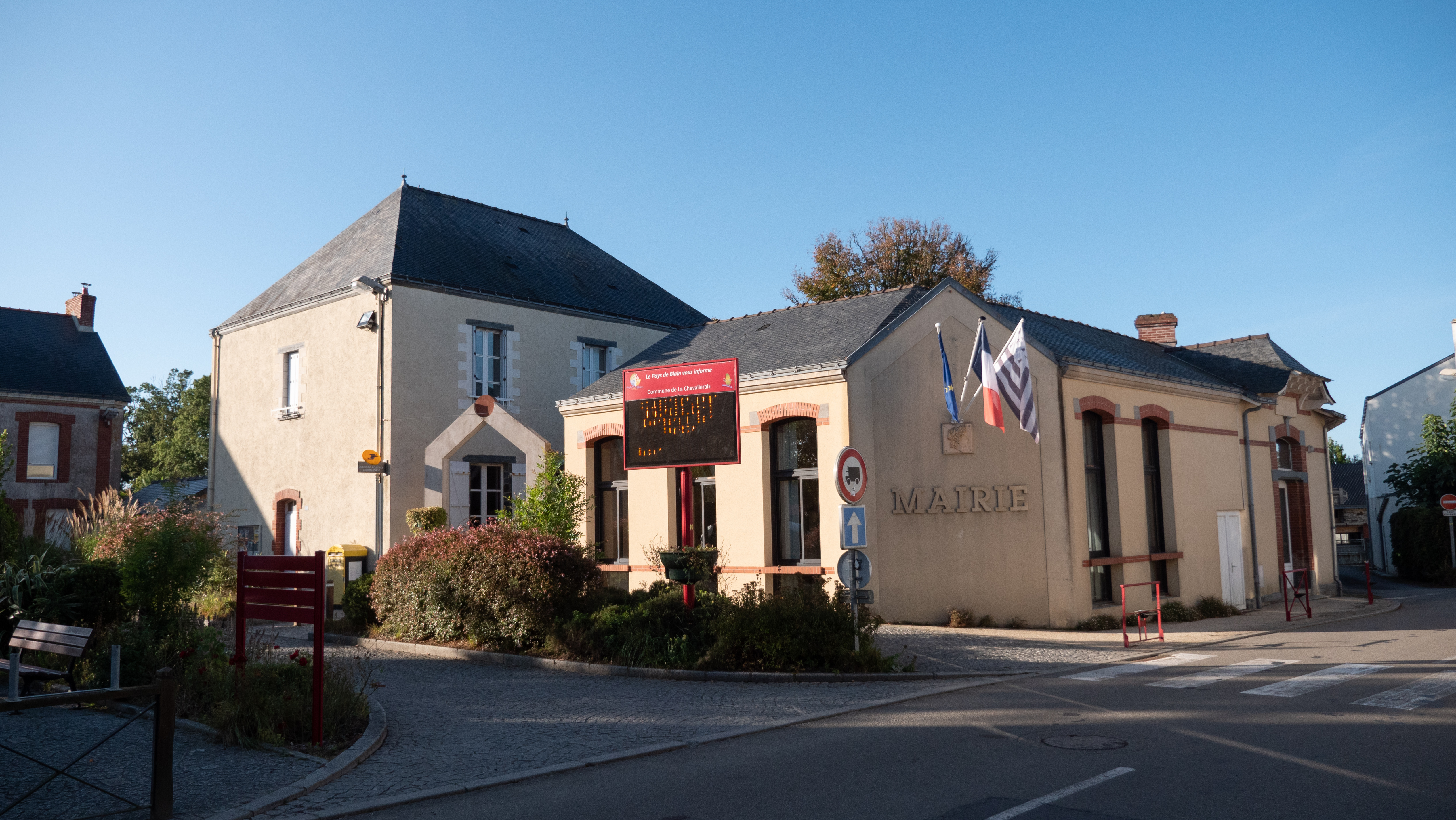
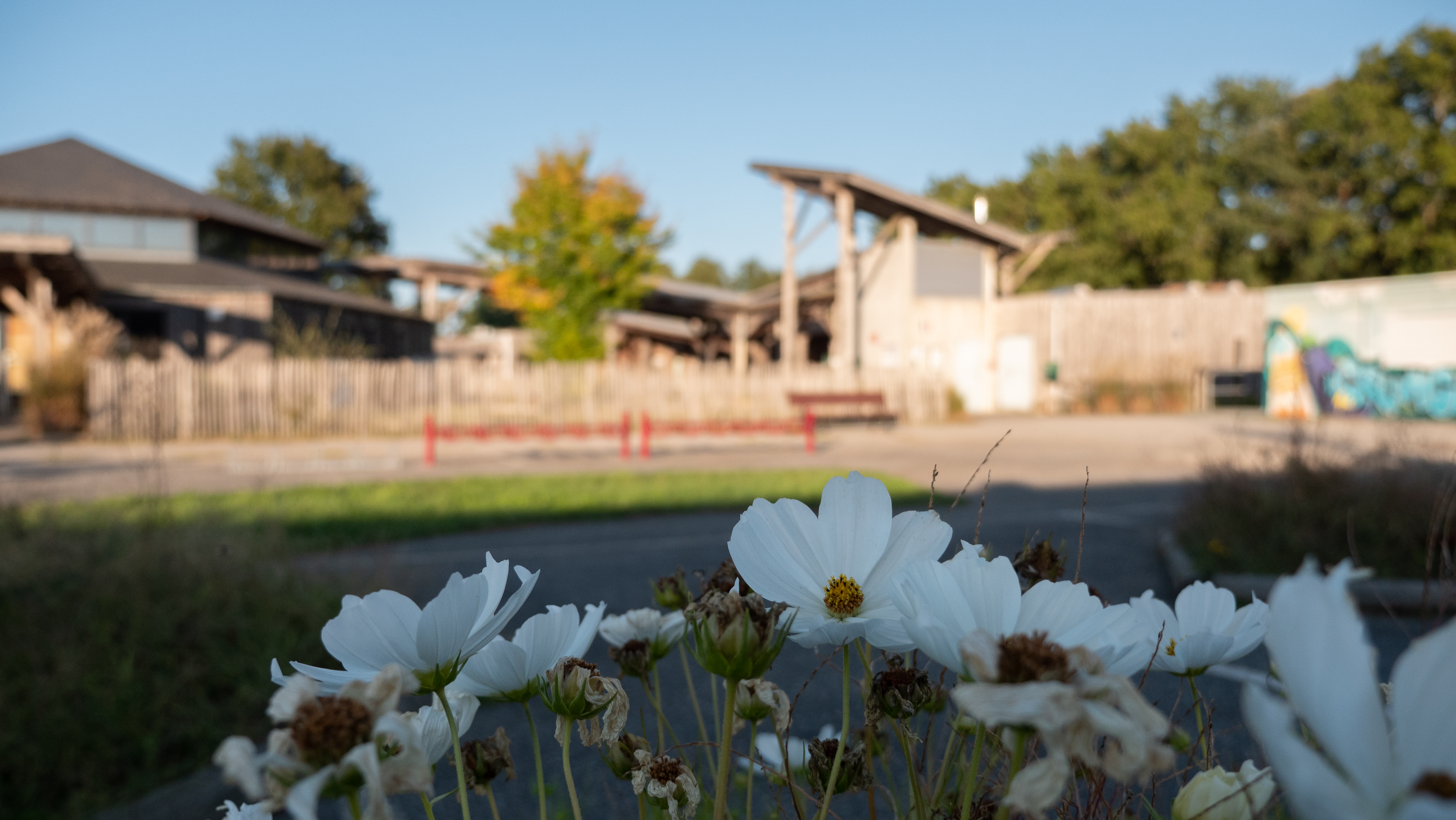
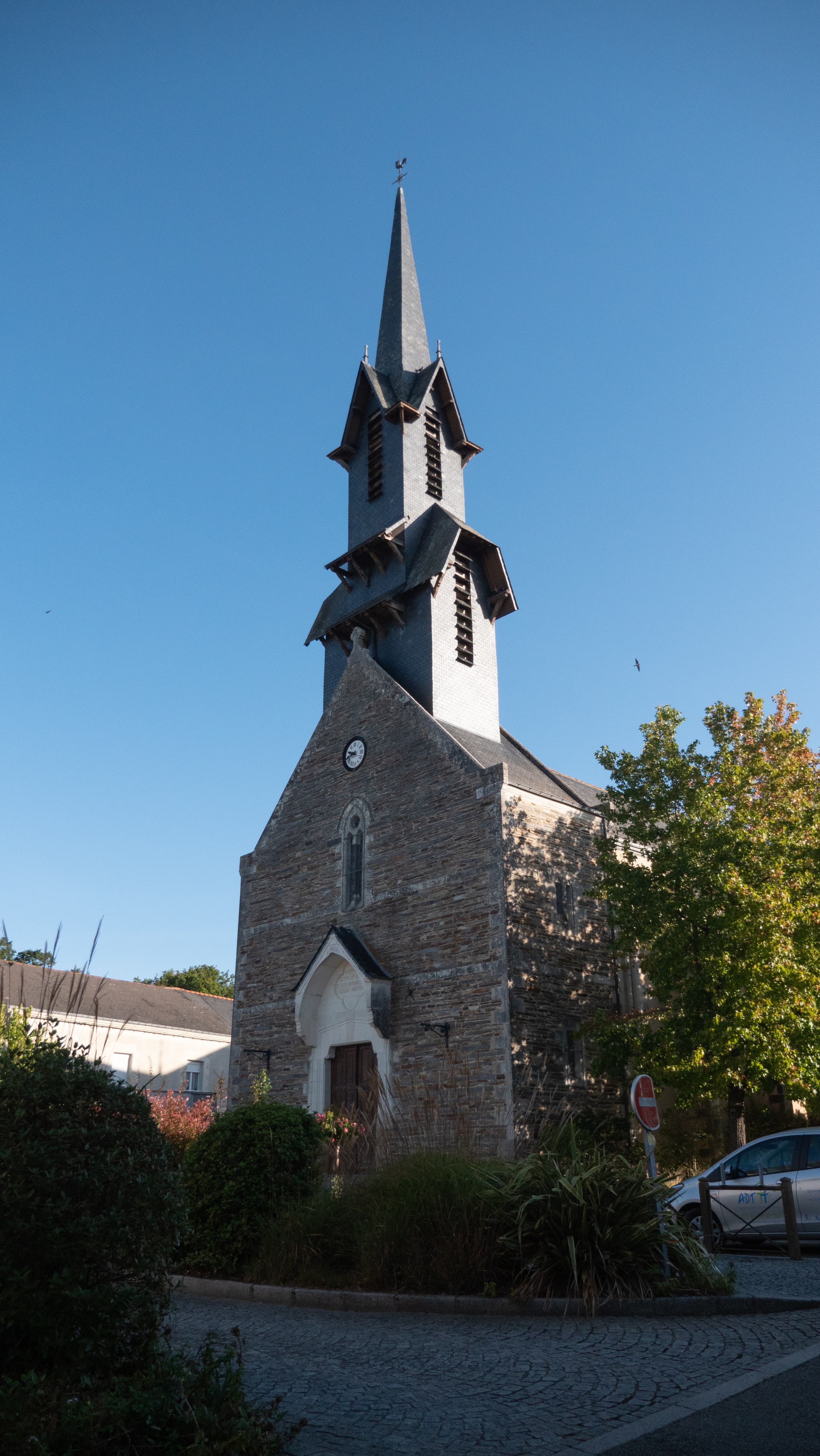
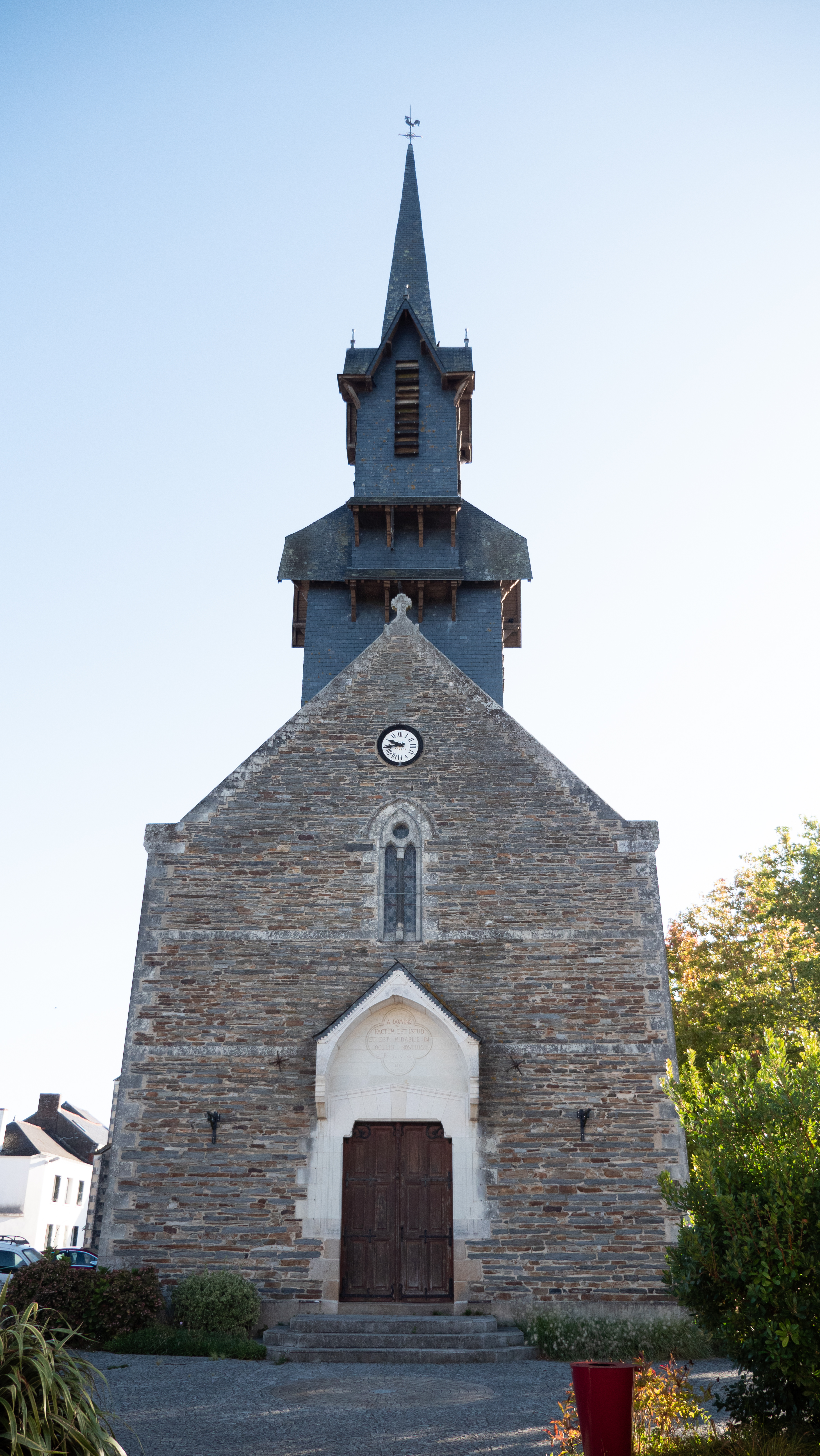
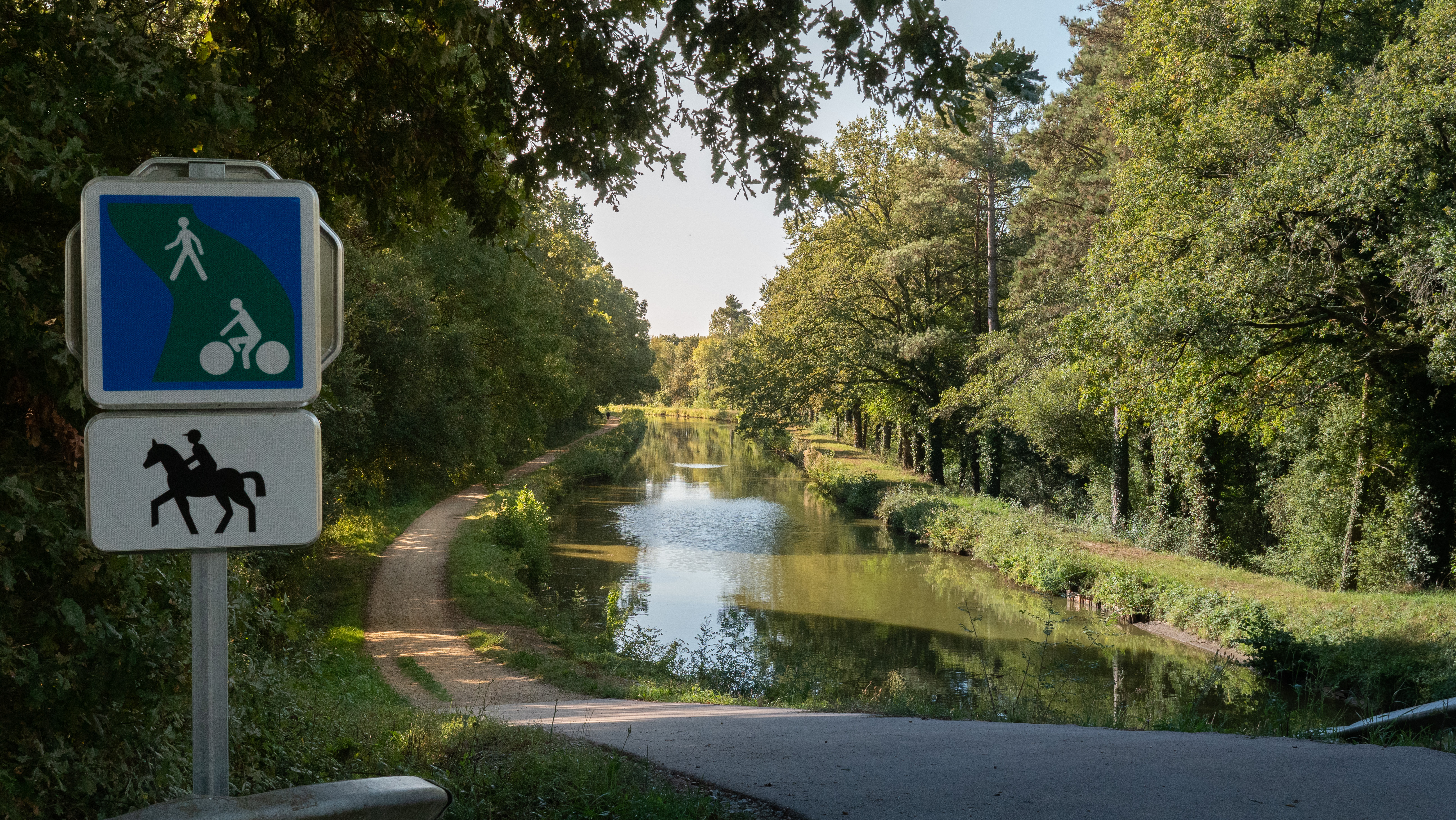
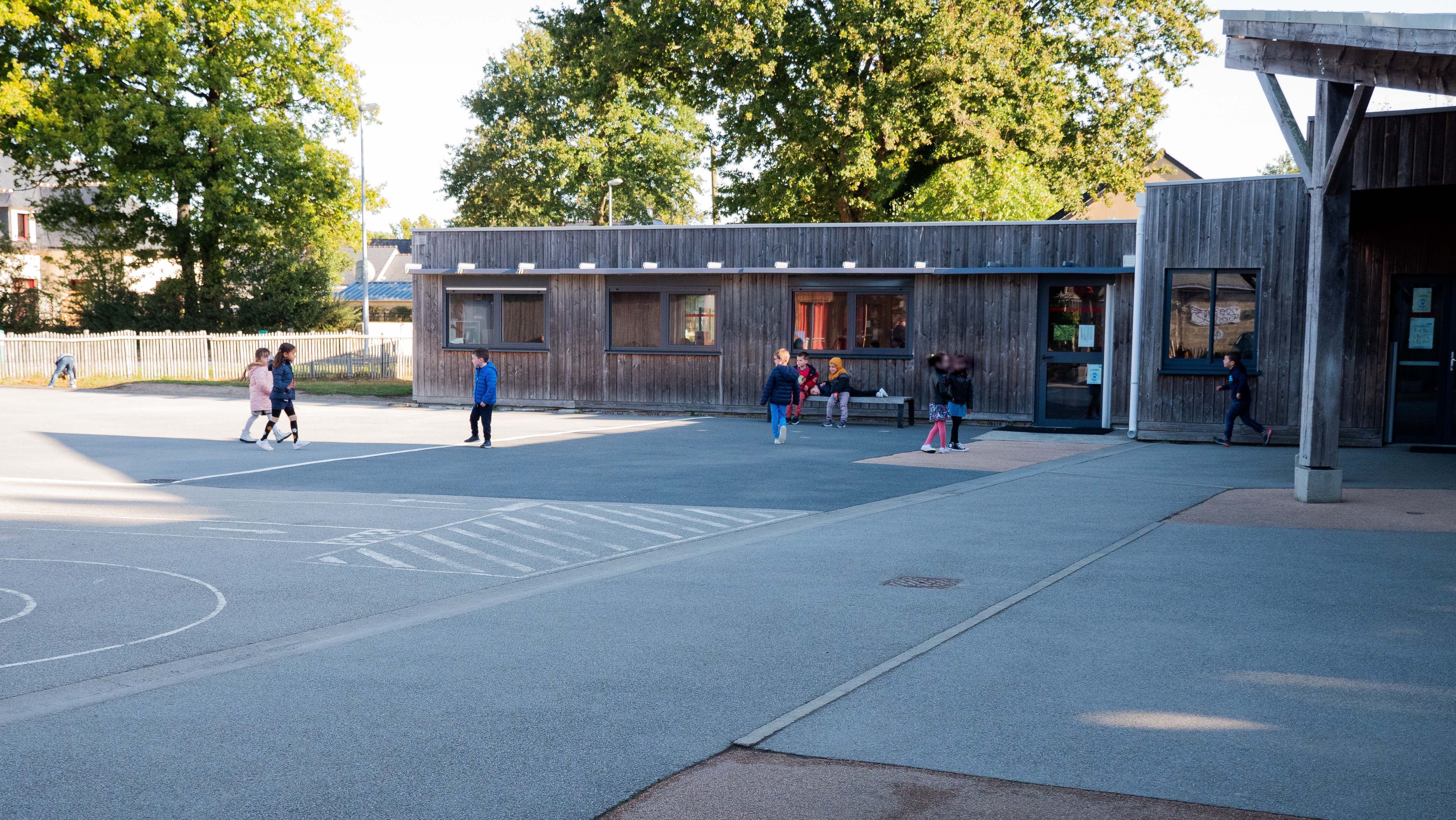
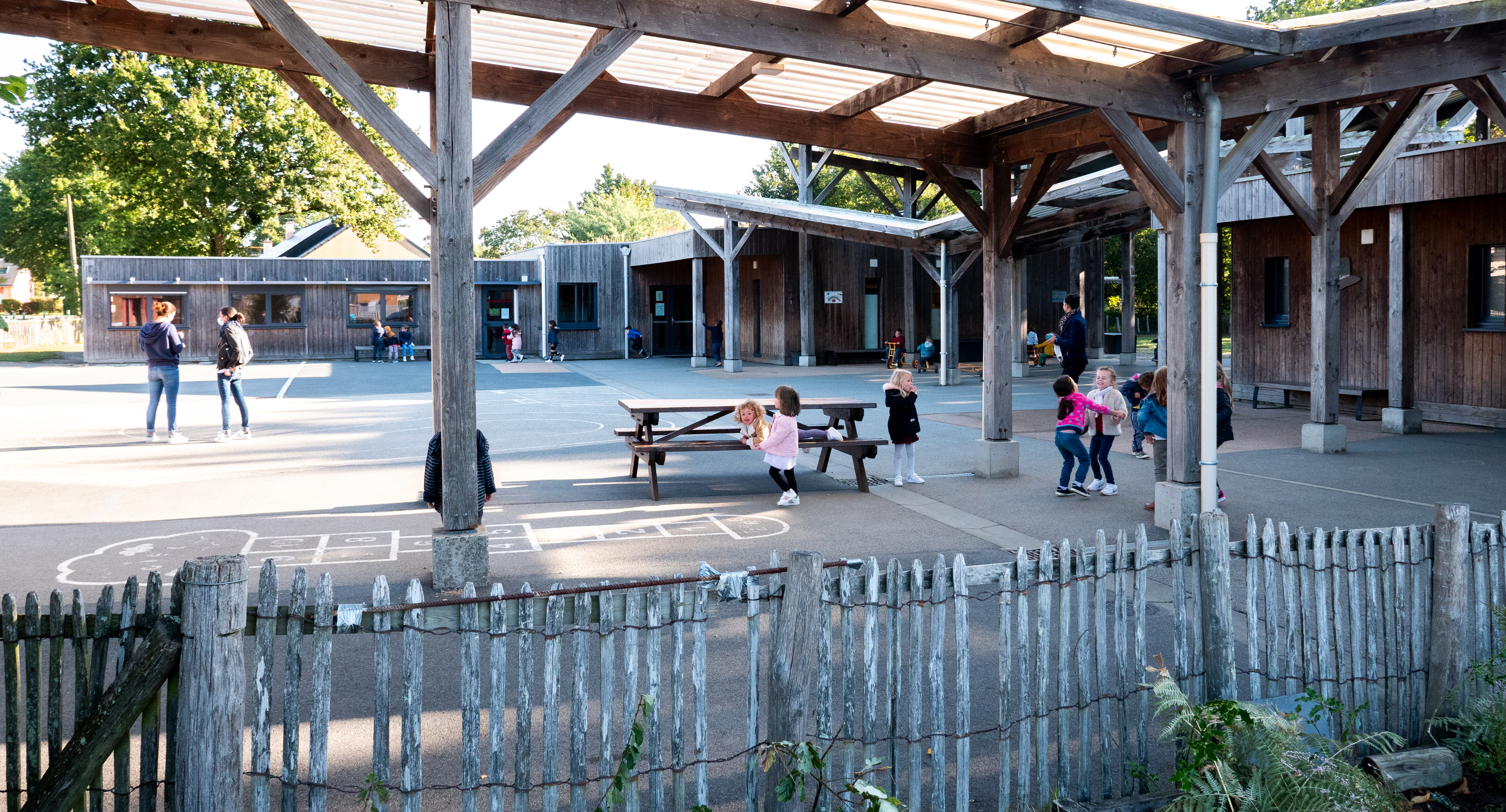
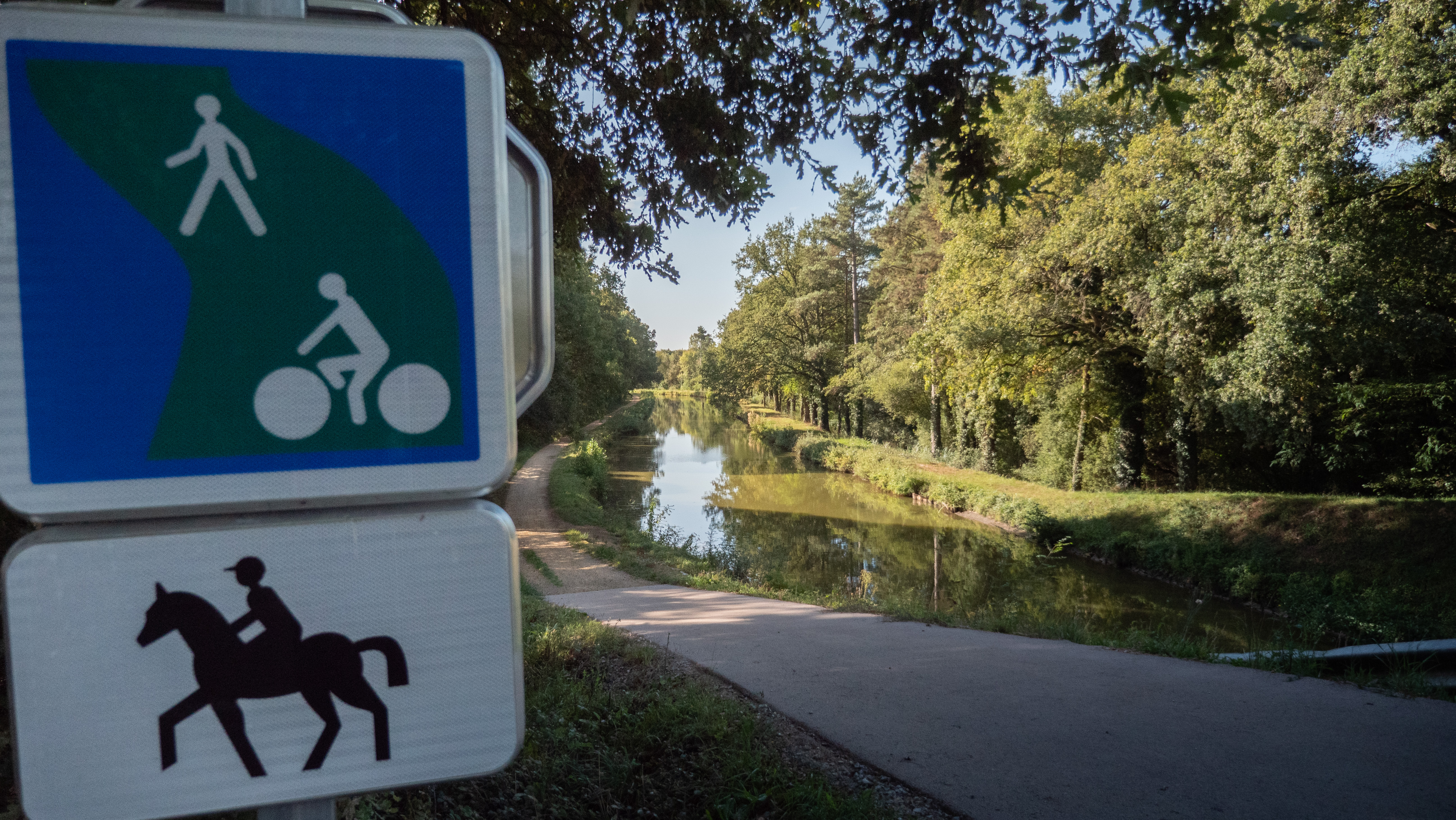
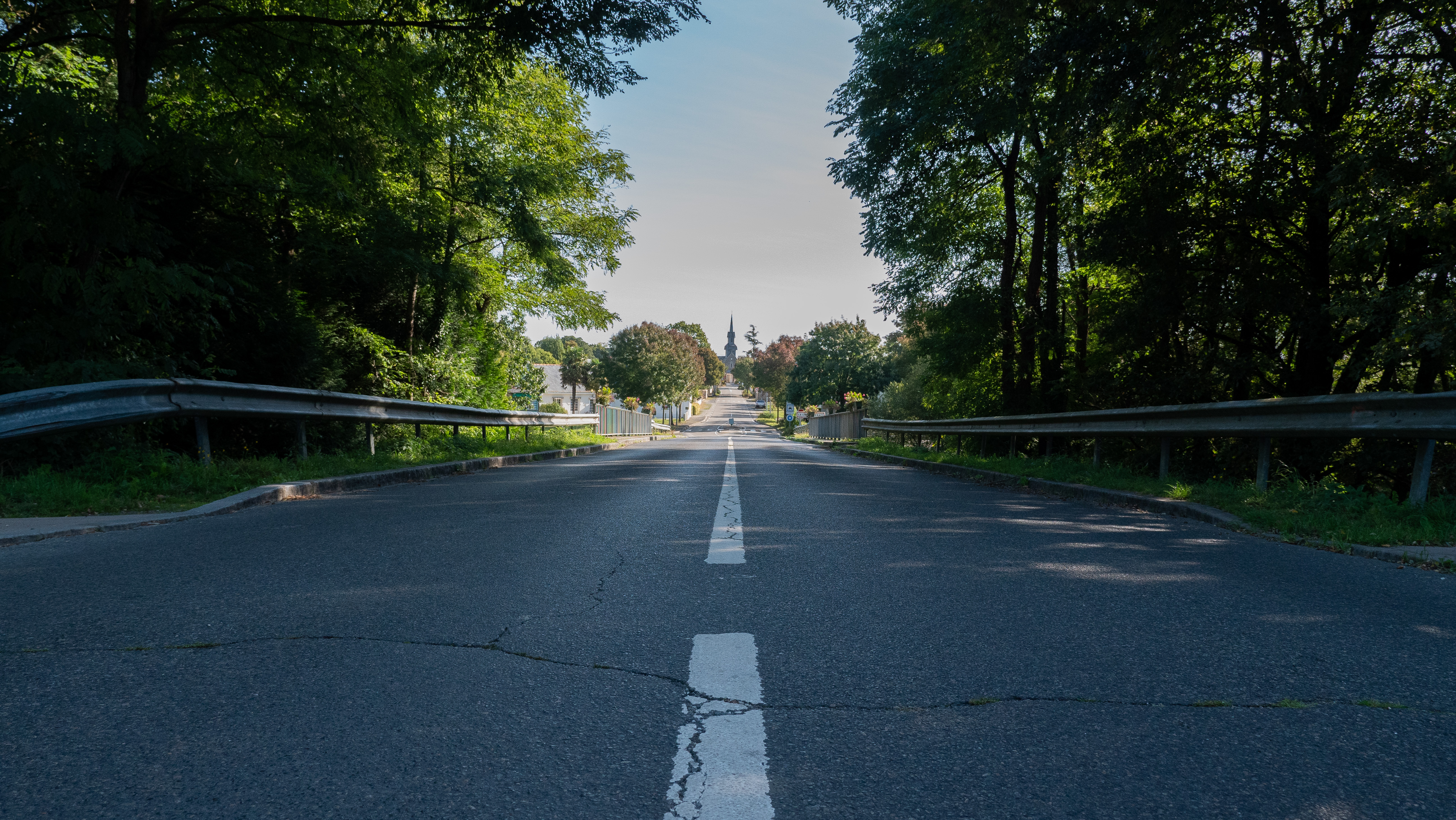
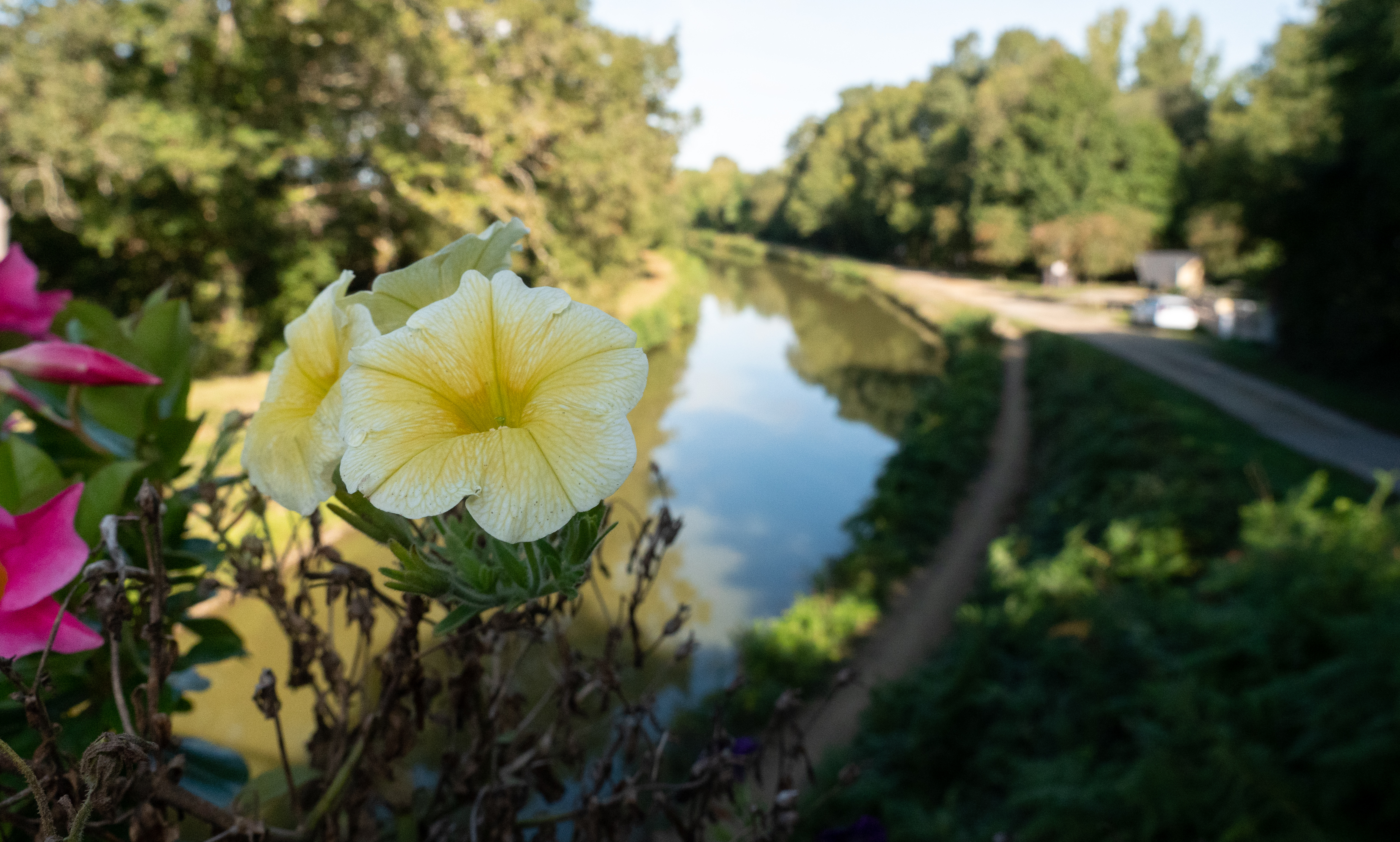
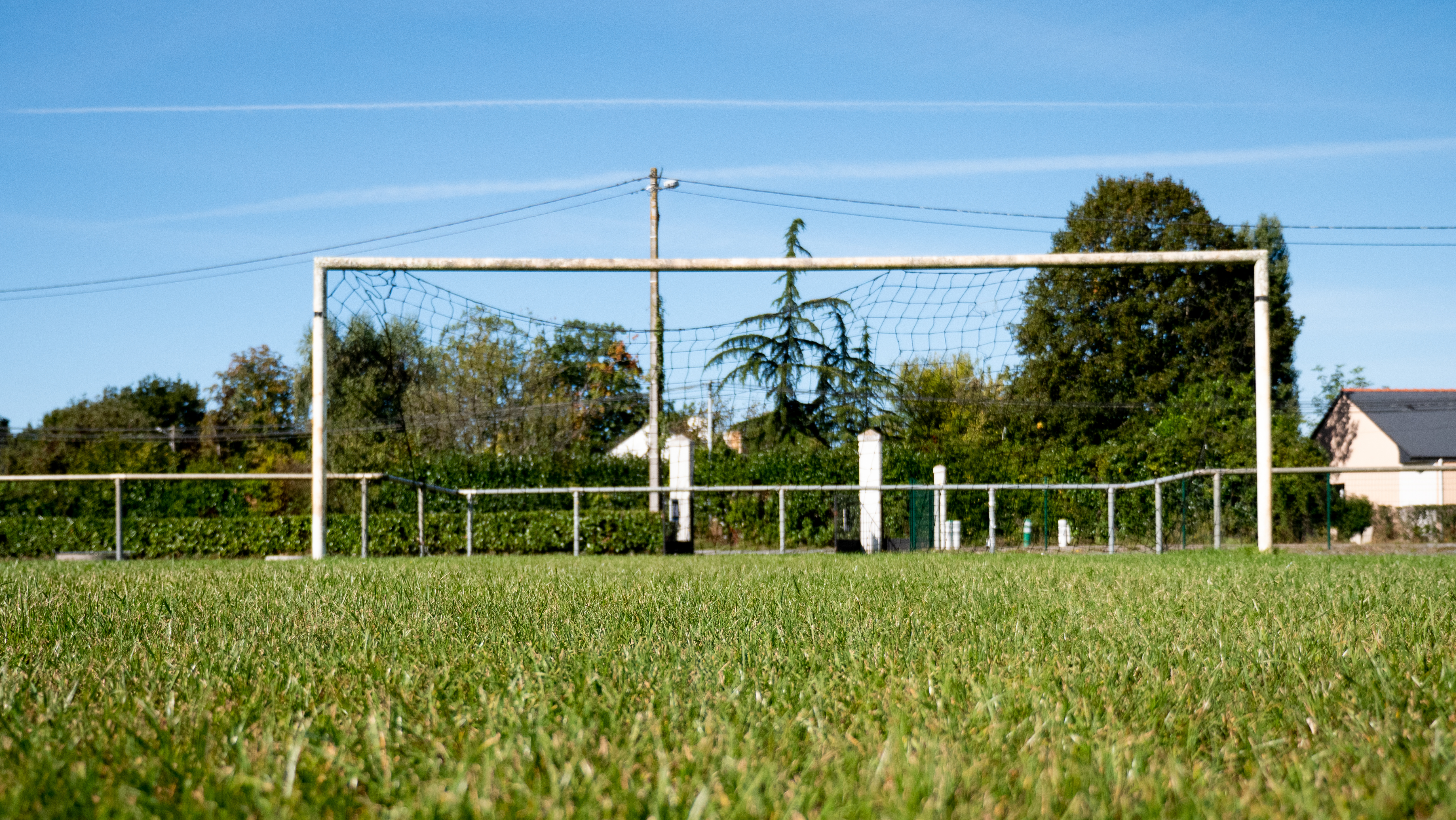

- La fontaine Notre-Dame-de-Bonnes-Nouvelles, située près de la mairie, date approximativement du XVIIe siècle[réf. nécessaire]

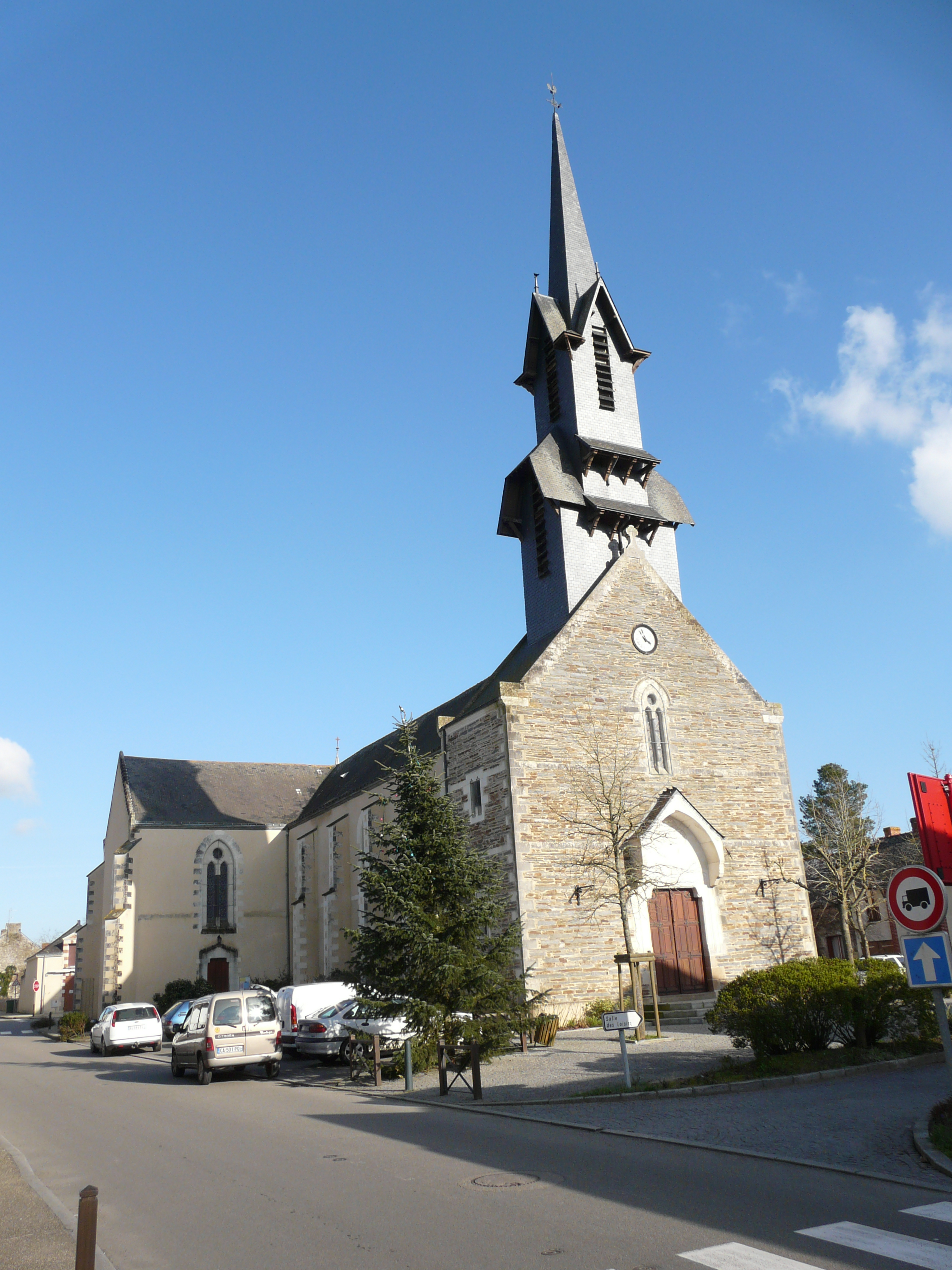
Vue d'ensemble de l'église de la Chevallerais

- Vue d'ensemble de l'église de la ChevalleraisFontaine Notre Dame de Bonnes Nouvelles.

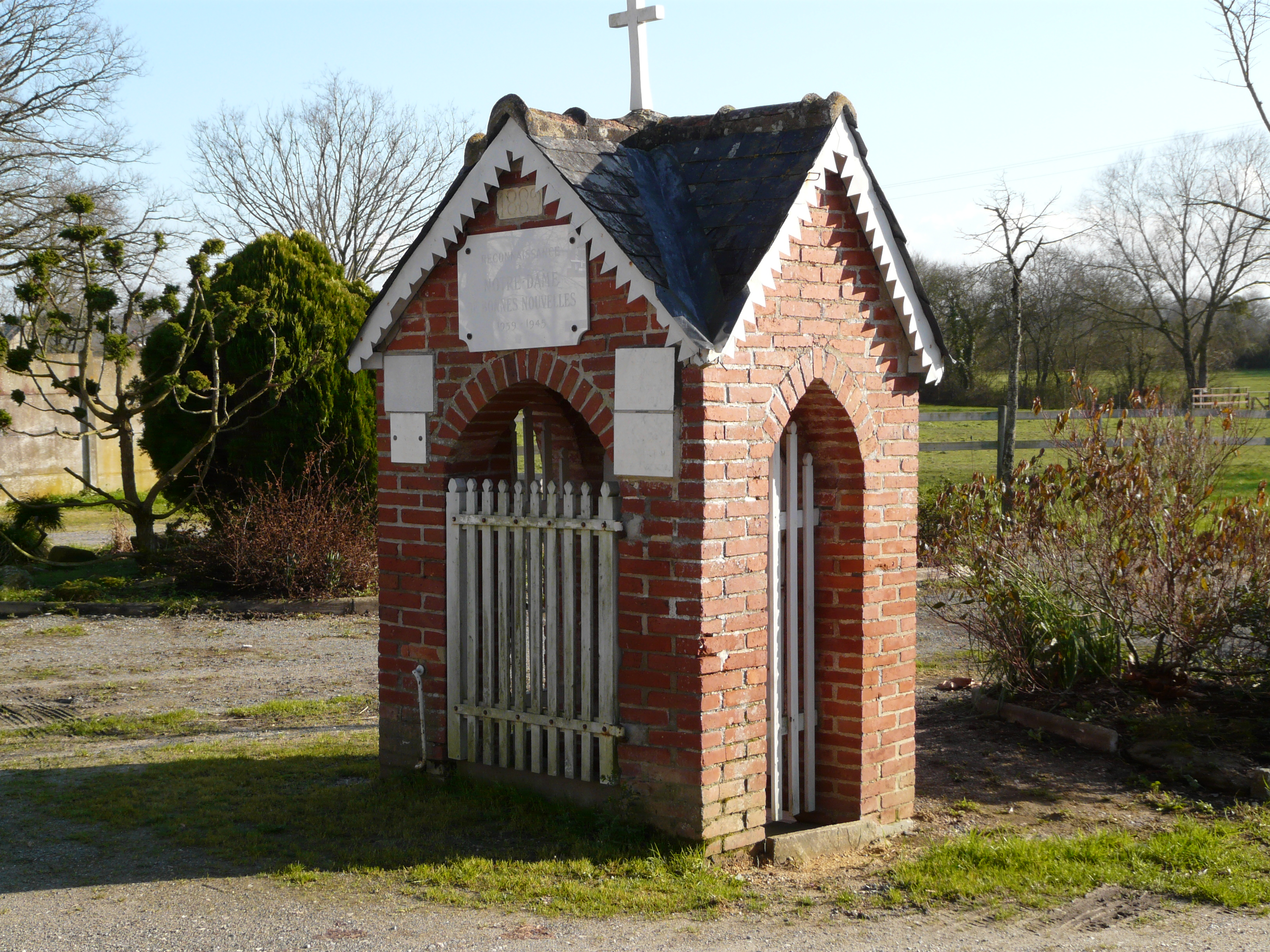
Fontaine Notre Dame de Bonnes Nouvelles